# きたみりゅうじ
きたみりゅうじ（北見隆二）は、日本のイラストレーター・ライター・漫画家。

## 人物概要
元SEで、現在は前職の経験を生かしフリーで執筆活動をしている。
IT業界の実態を著書を通して伝えており、IT業界で働く人の代弁者でもある。
イラストレーター×システムエンジニアとしての技能を生かし、コンピュータの解説書や情報処理技術者試験のテキストも書いている。
かつてはアーケードゲームエミュレーターであるMAMEのGUI版「MAME32（現MAMEUI）」の日本語版、「MAME32J」の作成・配布を行っていた。
バイク好きである。

## 保有資格
- 第二種情報処理技術者[2](H11)
- ソフトウェア開発技術者[3](H13)

## 著書
- 図解でよくわかるネットワークの重要用語解説
- SEのフシギな生態
- SEのフシギな職場
- パソコンマナーの掟
- フリーランスはじめてみましたが…
- 新卒はツラいよ!
- フリーランスを代表して 申告と節税について教わってきました。
- 改訂版 図解でよくわかる ネットワークの重要用語解説 100
- マンガ式 IT塾 パケットのしくみ
- パソコンマナーの掟
- 会社じゃ言えないSEのホンネ話
- Dr.きたみりゅうじのSE業界ありがち勘違いクリニック
- シスタン
- SE・エンジニアの本当にあった怖い転職話
- フリーランスのジタバタな舞台裏
- Dr.きたみりゅうじのSE業界ありがち勘違いクリニック リターンズ
- キタミ式イラストIT塾 平成22年ITパスポート試験
- キタミ式イラストIT塾 平成23年基本情報技術者
- 人生って、大人になってからがやたら長い
- 夜明けに向かってコアダンプ ～SEの恥はかき捨て、僕の！私の！聞かせて珍プレー集～
- キタミ式 平成28年ITパスポート
- キタミ式イラストIT塾 応用情報技術者 平成29年度
- ブルルンバイク日記 ～大型免許教習編～

## 監修
- ドット絵の教科書

## Web連載
- お仕事のカンヅメ
- きたみりゅうじのブルルンバイク日記
- シスタン 〜システム担当を雑用係と呼ばないで〜
- Dr.きたみりゅうじの"IT業界勘違い"クリニック
- きたみりゅうじのエンジニア転職百景
- SOHOの家づくり
- SEフトシ君の…知っておきたい!!転ばぬ先の商慣習
- きたみりゅうじの聞かせて珍プレー
- きたみりゅうじののりもの生活かわら版
- きたみりゅうじの、モノはお試し!
- 笑ってダマされタメになる!きたみとまなめのIT用語集
- VSNエンジニアの、技術者派遣あるある日記[4]